# Josef Cepák

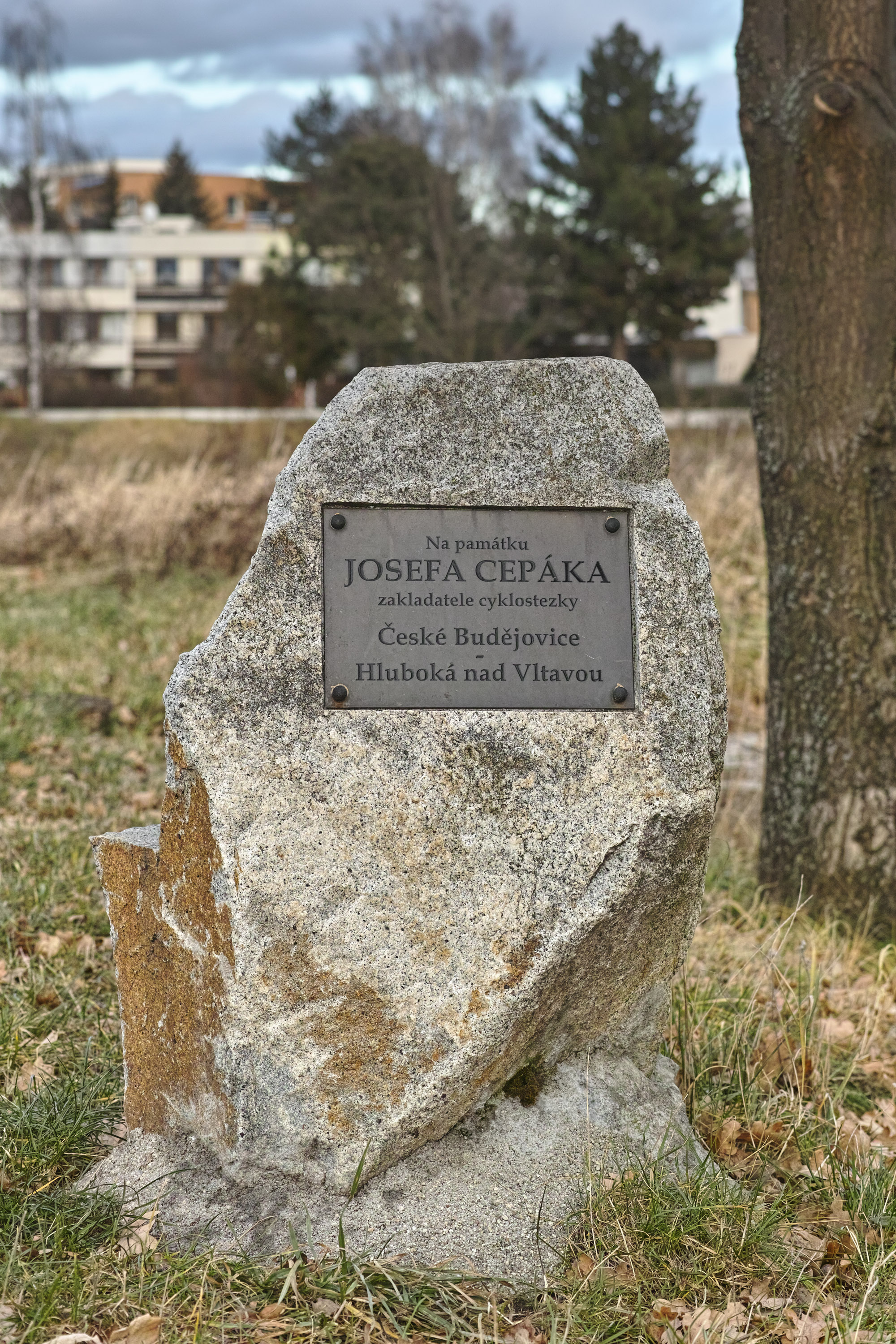
Pamětní kámen v Českých Budějovicích

Josef Cepák (16. července 1950 Sezimovo Ústí – 18. srpna 2010, Mont Blanc) byl českobudějovický pedagog vyučující na Biskupském gymnáziu, propagátor cyklistiky a sportu, dopravní aktivista.
Jako gymnaziální učitel tělocviku nechal do školní tělocvičny pořídit lezeckou stěnu. Pořádal vítání prvního jarního východu slunce na Černé věži a se studenty podnikal pravidelný silvestrovský výšlap na Kleť, kde vztyčil kříž k miléniu svatého Vojtěcha.
Na jízdním kole procestoval údajně všechny evropské země a byl vášnivým propagátorem cyklistiky. Zasadil se o výstavbu cyklostezky spojující České Budějovice a Hlubokou nad Vltavou, která byla dodatečně pojmenována na jeho počest.

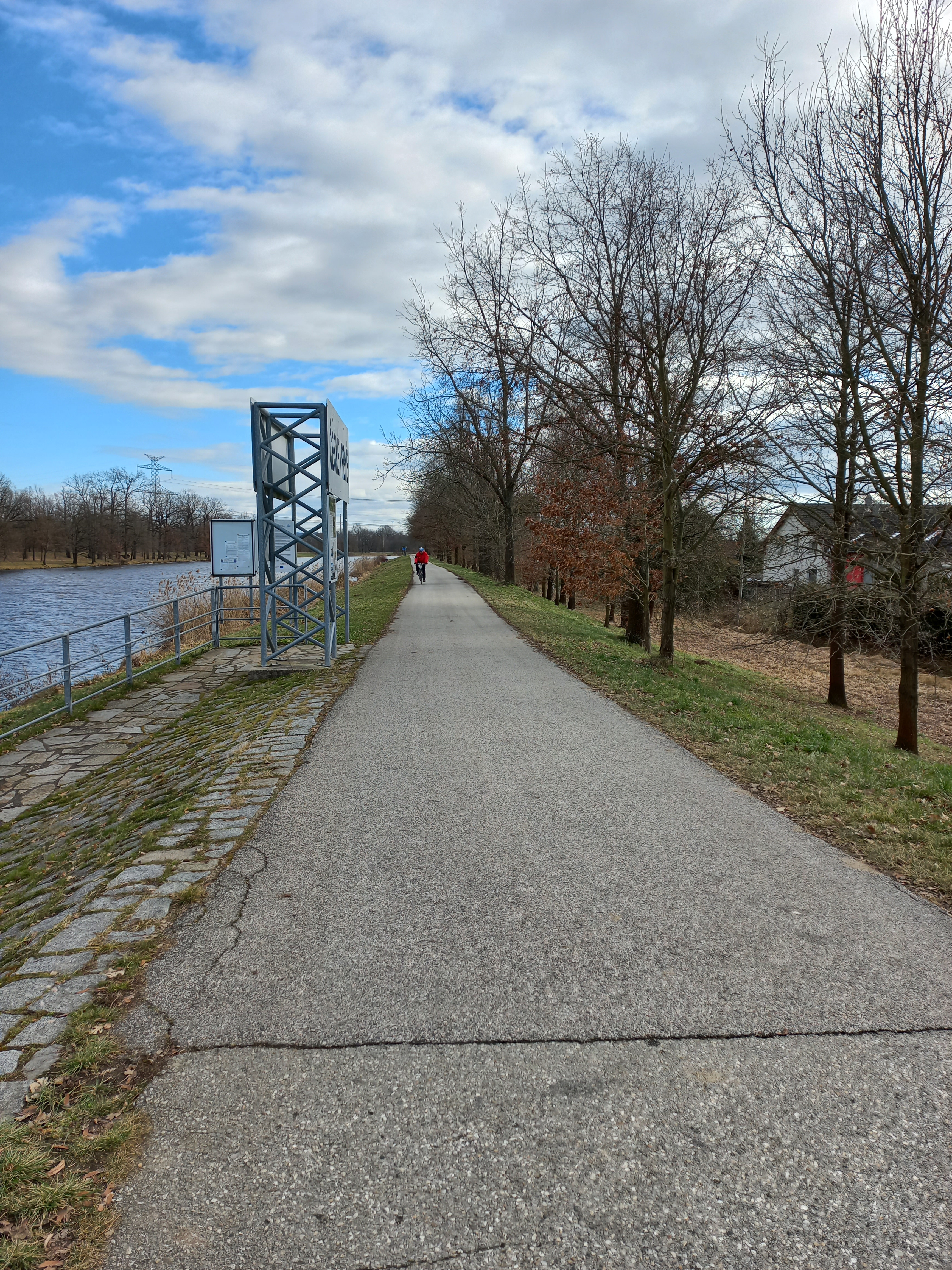
Cyklostezka Josefa Cepáka v Českém Vrbném nedaleko vodáckého kanálu Ludmily Polesné

Ve spolupráci s radnicí vybojoval ve městě jednosměrky pro cyklisty (zřejmě míněny cykloobousměrky v jednosměrných ulicích). Prosazoval dopravně-bezpečnostní opatření, například vybudování přechodu v Plavské ulici, kde auto usmrtilo dvanáctiletou školačku, či instalaci dopravního zrcadla na nepřehledném místě u mostu přes slepé rameno Malše. Na protest proti špatnému ovzduší jezdil po městě s respirátorem (více než desetiletí před covidovou epidemií).
V komunálních volbách 2010 kandidoval do zastupitelstva Českých Budějovic jako nestraník na 8. místě kandidátní listiny koalice Otevřené společnosti a Strany zelených, voleb se však nedožil. Koalice se rozhodla jeho jméno z kandidátní listiny po jeho úmrtí nevypouštět, získal 1015 hlasů a ze 45 kandidátů na této listině tak byl podle článku iDnes.cz osmý, ve skutečnosti osmnáctý.
S manželkou Ludmilou měl dvě dcery, které v době jeho úmrtí již byly dospělé.
Zahynul při výpravě na Mont Blanc, účast v níž si dopřál k 60. narozeninám. Výpravu tvořila skupina 8 lidí, Cepák se vracel zpět s účastníkem, kterému se udělalo nevolno. Přitom na relativně bezpečném terénu uklouzl a zřítil se do hloubky 250 m, následkem pádu zahynul.

## Externí odkazy

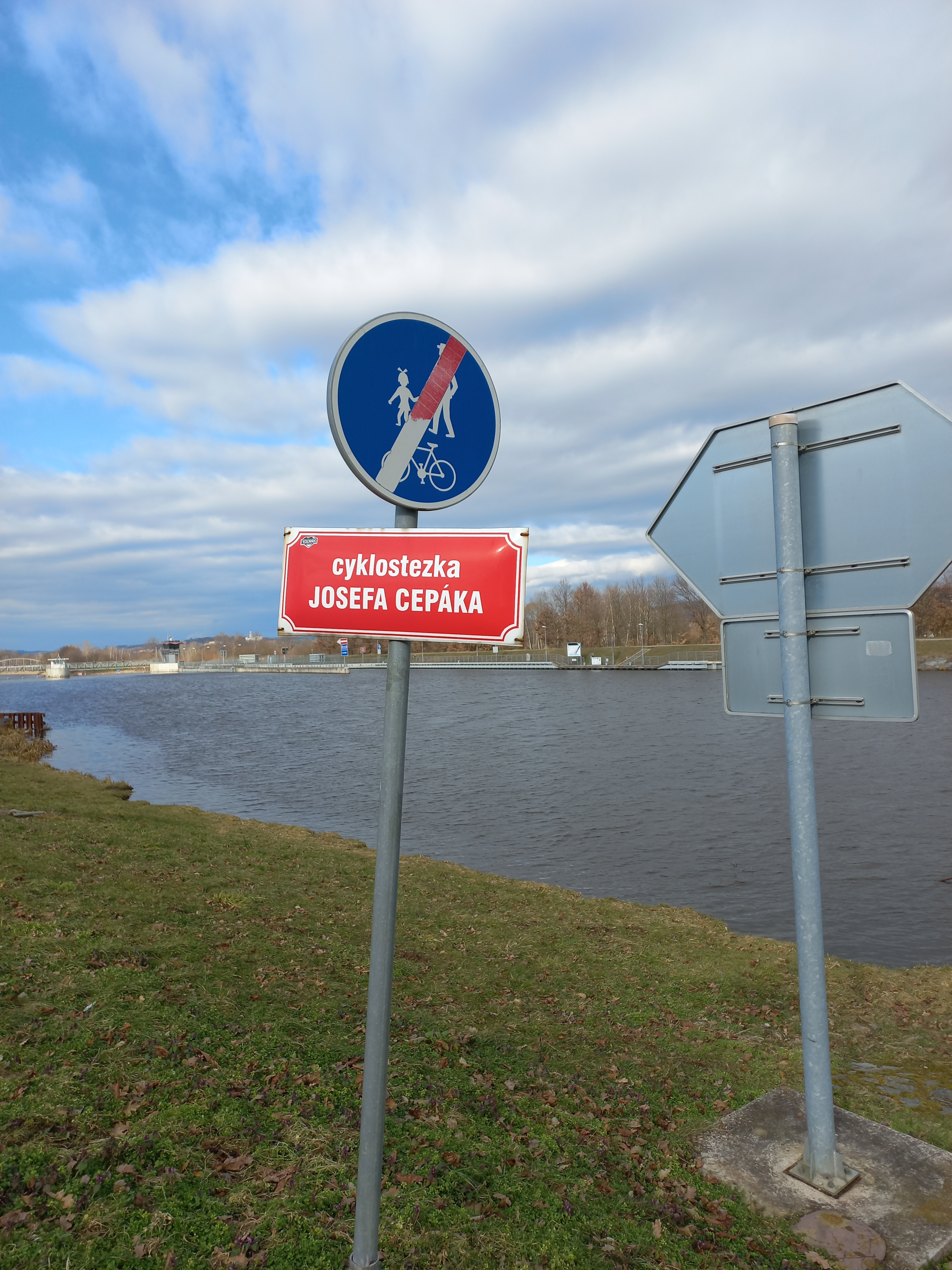
Cyklostezka Josefa Cepáka v Českém Vrbném